# Фримонт (округ, Вайоминг)
Округ Фримонт (англ. Fremont County) — округ, расположенный в штате Вайоминг (США) с населением в 35 804 человек по статистическим данным переписи 2000 года.
Столица округа находится в городе Ландер.

## История
Округ Фримонт был образован в 1884 году и получил своё название в честь американского генерала, исследователя и политика Джона Фримонта.
В округе Фримонт находится индейская резервация Уинд-Ривер племён шошонов и арапахо.

## География
По данным Бюро переписи населения США округ Фримонт имеет общую площадь в 23 999 квадратных километров, из которых 23 781 кв. километр занимает земля и 218 кв. километров — вода. Площадь водных ресурсов округа составляет 0,90 % от всей его площади.
Климат и перепады высот в округе варьируется в широких диапазонах — от пустыни Национального парка Бойсен до ледников Пика Ганнетт на высоте 4207 метров над уровнем моря, являющимся высочайшей точкой не только штата Вайоминг, но и двух других центральных Горных штатов Айдахо и Монтана.
Фримонт — второй после округа Суитуотер по площади округ во всех шести Горных штатах США. Несмотря на то, что столица округа находится в городе Ландер, его крупнейшим экономическим и образовательным центром является другой город Ривертон.

### Соседние округа
- Хот-Спрингс — север
- Уошаки — северо-восток
- Натрона — восток
- Карбон — юго-восток
- Суитуотер — юг
- Сублетт — запад
- Титон — северо-запад
- Парк — северо-запад

### Охраняемые природные территории
- Национальный заповедник Бриджер (часть)
- Национальный заповедник шошонов (часть)
- Национальный заповедник Титон (часть)

## Демография
По данным переписи населения 2000 года в округе Фримонт проживало 35 804 человек, 9481 семья, насчитывалось 13 545 домашних хозяйств и 15 541 жилой дом. Средняя плотность населения составляла 2 человека на один квадратный километр. Расовый состав округа по данным переписи распределился следующим образом: 76,49 % белых, 0,12 % чёрных или афроамериканцев, 19,68 % коренных американцев, 0,30 % азиатов, 0,03 % выходцев с тихоокеанских островов, 2,21 % смешанных рас, 1,16 % — других народностей. Испано- и латиноамериканцы составили 4,37 % от всех жителей округа.
Из 13 545 домашних хозяйств в 32,20 % — воспитывали детей в возрасте до 18 лет, 54,30 % представляли собой совместно проживающие супружеские пары, в 10,90 % семей женщины проживали без мужей, 30,00 % не имели семей. 25,50 % от общего числа семей на момент переписи жили самостоятельно, при этом 10,00 % составили одинокие пожилые люди в возрасте 65 лет и старше. Средний размер домашнего хозяйства составил 2,58 человек, а средний размер семьи — 3,10 человек.
Население округа по возрастному диапазону по данным переписи 2000 года распределилось следующим образом: 27,40 % — жители младше 18 лет, 8,30 % — между 18 и 24 годами, 25,90 % — от 25 до 44 лет, 25,00 % — от 45 до 64 лет и 13,30 % — в возрасте 65 лет и старше. Средний возраст жителей округа составил 38 лет. На каждые 100 женщин в округе приходилось 98,20 мужчин, при этом на каждых сто женщин 18 лет и старше приходилось 95,40 мужчин также старше 18 лет.
Средний доход на одно домашнее хозяйство в округе составил 32 503 доллара США, а средний доход на одну семью в округе — 37 983 доллара. При этом мужчины имели средний доход в 30 620 долларов в год против 19 802 долларов среднегодового дохода у женщин. Доход на душу населения в округе составил 16 519 долларов в год. 13,30 % от всего числа семей в округе и 17,60 % от всей численности населения находилось на момент переписи населения за чертой бедности, при этом 23,70 % из них были моложе 18 лет и 12,50 % — в возрасте 65 лет и старше.

## Населённые пункты

### Города
- Ландер
- Ривертон
- Дубойс
- Хадсон
- Павиллион
- Шошони

### Статистически обособленные местности
| - Арапахо - Атлантик-Сити - Болдер-Флатс - Кроухарт | - Этет - Форт-Уошаки - Джефри-Сити - Джонстаун |

### Другие
- Киннер
- Коти-Плейс
- Лисайт
- Майнерс-Делайт
- Сент-Стивенс
- Саут-Пасс-Сити